# Stazione di San Rocco
Stazione di San Rocco 1983-ban bezárt vasútállomás Olaszországban, Palestrina településen.

## Vasútvonalak
Az állomást az alábbi vasútvonalak érintették:
- Róma–Fiuggi-vasútvonal

## Kapcsolódó állomások
A vasútállomáshoz az alábbi állomások vannak a legközelebb:
- Stazione di Palestrina (SFV)
- Stazione di Torresina